# Gijbeland
Gijbeland est un village qui fait partie de la commune de Molenlanden dans la province néerlandaise de Hollande-Méridionale.